# 小行星2104
小行星2104（2104 Toronto）是一颗围绕太阳公转的小行星。1963年8月15日，卡爾·沃爾特·坎珀（Karl Walter Kamper）在陶腾堡发现了此天体，並以多倫多大學命名。這也是加拿大的天文台所發現的第一顆小行星。

这颗小行星的绝对星等为291.6983688785899等。